# Asendorfer Kippe
Koordinaten: 51° 25′ 49″ N, 11° 43′ 22″ O
Die Asendorfer Kippe ist ein Naturschutzgebiet in der Gemeinde Seegebiet Mansfelder Land und im Landkreis Mansfeld-Südharz und in der Gemeinde Teutschenthal im Saalekreis in Sachsen-Anhalt.
Das Naturschutzgebiet mit dem Kennzeichen NSG 0182 ist rund 47 Hektar groß. Es steht seit 1998 unter Schutz (Datum der Verordnung: 19. August 1998). Zuständige untere Naturschutzbehörden sind die Landkreise Mansfeld-Südharz und Saalekreis.
Das Naturschutzgebiet liegt östlich von Schraplau am Südrand des Tagebaus Amsdorf. Es stellt eine nicht rekultivierte Abraumhalde als kleinen Ausschnitt der Bergbaufolgelandschaft am Rand der Asendorfer Braunkohletagebaukippe unter Schutz. Auf der Halde wurden unterschiedliche Abraummassen aus dem Tagebau wie tertiäre Sande und Kiese verkippt, so dass sich abhängig von den unterschiedlichen Oberflächenverhältnisse verschiedene Biotoptypen gebildet haben. So sind teilweise temporäre Kleingewässer und staunasse Stellen zu finden, an denen sich Röhrichte mit Schilfrohr, Schmalblättrigem Rohrkolben, Salz-Teichbinse und Gewöhnlicher Strandsimse ausgebreitet haben.
Eine Besonderheit ist hier die Orchideenart Geflecktes Knabenkraut. Weiterhin sind Pionierstandorte und Salzfluren zu finden. Ferner kommen Reitgrasfluren mit Weißem Straußgras und Landreitgras vor sowie Magerrasenarten wie Rispenflockenblume, Golddistel, Spargelerbse, Gelbe Skabiose und Dürrwurz. Einige Bereiche wurden mit Pappeln und Erlen aufgeforstet. Daneben sind Gehölzsukzessionsflächen und Ackerbrachen mit Lesesteinhaufen zu finden, die weitestgehend ihrer natürlichen Entwicklung überlassen bleiben. Hier haben sich vielfach Hängebirke, Espen und Weißdornarten angesiedelt. Schließlich finden sich im Naturschutzgebiet Vorkommen von Binnensalzstellen, die eine besondere Bedeutung haben. Hier kommen seltene Halophyten wie Strandtausendgüldenkraut, Flügelsamige Schuppenmiere und die salztolerante Spargelerbse vor.
Das Naturschutzgebiet bietet mit seinen sekundären Biotopen einer Vielzahl von Tierarten einen geeigneten Lebensraum. So kommen hier zahlreiche Vogelarten vor, darunter Neuntöter, Kiebitz, Rebhuhn, Wachtel, Nachtigall, Pirol, Heckenbraunelle, Grauammer, Schwarz- und Braunkehlchen, Fitis, Feldschwirl, Gelbspötter, Steinschmätzer, Brachpieper, Flussregenpfeifer, Schilfrohrsänger, Beutelmeise, Tüpfelsumpfhuhn und Wasserralle.
Neben einer reichen Avifauna haben sich auch zahlreiche andere Tiere im Naturschutzgebiet angesiedelt. So sind blütenreiche Brachen Lebensraum z. T. stark gefährdeter Wildbienen, Schmetterlinge und Heuschrecken. Die Kleingewässer bieten Amphibien wie Wechsel- und Knoblauchkröte einen geeigneten Lebensraum und beherbergen zahlreiche Libellen, darunter auch gefährdete Arten wie Kleine Königslibelle, Kleine Binsenjungfer, Gebänderte und Große Heidelibelle. Auch feuchteliebende Heuschrecken wie Kurzflüglige und Langflüglige Schwertschrecke sind hier zu finden.